# Campeonato europeo de hockey sobre patines masculino de 1963
El XXVI Campeonato europeo de hockey sobre patines masculino de 1963 se celebró en Oporto (Portugal) del 26 de abril al 3 de mayo de 1963. Fue organizado por el Comité Europeo de Hockey sobre Patines. La selección de Portugal ganó su noveno título.

## Equipos participantes
|              |
| Alemania     |
| Bélgica      |
| España       |
| Francia      |
| Inglaterra   |
| Italia       |
| Países Bajos |
| Portugal     |
| Suiza        |

## Resultados
|              | Bandera de Alemania | Bandera de Bélgica | Bandera de España | Bandera de Francia | Bandera de los Países Bajos | Bandera de Inglaterra | Bandera de Italia | Bandera de Portugal | Bandera de Suiza |
| ------------ | ------------------- | ------------------ | ----------------- | ------------------ | --------------------------- | --------------------- | ----------------- | ------------------- | ---------------- |
| Alemania     |                     |                    |                   |                    |                             |                       |                   |                     |                  |
| Bélgica      | 2-2                 |                    |                   |                    |                             |                       |                   |                     |                  |
| España       | 5-0                 | 3-0                |                   |                    |                             |                       |                   |                     |                  |
| Francia      | 0-3                 | 1-2                | 0-4               |                    |                             |                       |                   |                     |                  |
| Países Bajos | 2-1                 | 5-2                | 1-2               | 3-0                |                             |                       |                   |                     |                  |
| Inglaterra   | 2-0                 | 8-2                | 0-5               | 2-0                | 0-2                         |                       |                   |                     |                  |
| Italia       | 1-4                 | 7-0                | 2-5               | 7-1                | 2-3                         | 4-0                   |                   |                     |                  |
| Portugal     | 13-1                | 14-0               | 2-0               | 9-0                | 7-1                         | 7-1                   | 8-2               |                     |                  |
| Suiza        | 2-2                 | 5-1                | 1-5               | 4-1                | 2-0                         | 3-3                   | 3-3               | 1-4                 |                  |

## Clasificación
| Equipo       | Pts | PJ | PG | PE | PP | GF | GC | DG  |
| ------------ | --- | -- | -- | -- | -- | -- | -- | --- |
| Portugal     | 16  | 8  | 8  | 0  | 0  | 59 | 6  | +53 |
| España       | 14  | 8  | 7  | 0  | 1  | 29 | 6  | +23 |
| Países Bajos | 10  | 8  | 5  | 0  | 3  | 17 | 16 | +1  |
| Suiza        | 9   | 8  | 3  | 3  | 2  | 21 | 19 | +2  |
| Italia       | 7   | 8  | 3  | 1  | 4  | 28 | 19 | +9  |
| Inglaterra   | 7   | 8  | 3  | 1  | 4  | 16 | 23 | -7  |
| Alemania     | 6   | 8  | 2  | 2  | 4  | 13 | 27 | -14 |
| Bélgica      | 3   | 8  | 1  | 1  | 6  | 9  | 45 | -36 |
| Francia      | 0   | 8  | 0  | 0  | 8  | 3  | 34 | -30 |